# ソン・ジファ
ソン・ジファ（ハングル表記：손지화、1981年3月2日 - ）は、大韓民国のKBS大田放送総局所属のアナウンサー。忠南大学校の言論情報学科を卒業した。2008年にKBSの第34期公開採用でアナウンサーとして採用され入局した。2012年に教養番組『ニュートンのリンゴの木』（뉴턴의 사과나무）の司会進行を担当した。